# Instituto Ludwig von Mises Brasil
El Instituto Ludwig von Mises Brasil (resumido como Instituto Mises Brasil) es una organización sin fines de lucro de Brasil centrada en la "producción y difusión de estudios económicos y ciencias sociales para promover los principios de libre mercado y una sociedad libre". Se dedica a la divulgación de la Escuela austriaca, a la que perteneció el economista Ludwig von Mises. 
Esta organización nació inspirada en el trabajo del Instituto Mises de Estados Unidos, sin embargo es independiente. El instituto estadounidense ha autorizado al instituto brasileño la traducción sus artículos, y esa traducción de artículos del Instituto Mises de EE. UU. al portugués para el Internet se ha sido la herramienta principal utilizada por el Mises Brasil para construir su influencia dentro de su país. Durante el XXIII Fórum da Liberdade de 2010, se otorgó el Prêmio Libertas al Presidente del Instituto Ludwig von Mises Brasil, Hélio Beltrão. Entre los eventos que realiza destaca el I y II Seminário de Economia Austríaca seminario internacional organizado en Porto Alegre en 2010 y 2011 respectivamente, con la presencia de notables personalidades de la academia libertaria, del ámbito nacional e internacional.